# Homosexualität auf St. Lucia

Geografische Lage von St. Lucia

Homosexualität ist auf St. Lucia für Männer und Frauen gesetzlich erlaubt. Das Gesetz gegen homosexuelle Menschen wurde zwar erst 2005 erneuert, aber im Juli 2025 durch Entscheid des höchsten Verfassungsgerichtes auf St- Lucia aufgehoben. Die staatlich sanktionierte Homophobie fördert die Diskriminierung und Aggressivität gegenüber Homosexuellen und zwingt LGBT-Menschen in den Untergrund.

## Legalität
Auf St. Lucia wurde Analverkehr nach § 133 des Criminal Code Nr. 9 von 2005 bis Juli 2025 mit einer Freiheitsstrafe von bis zu zehn Jahren bestraft. § 132 sah eine Bestrafung für alle anderen gleichgeschlechtlichen sexuellen Handlungen zwischen Männern, ebenso wie zwischen Frauen, mit Gefängnis von bis zu 5 Jahren vor. Heterosexuelle Handlungen waren ausdrücklich von einer Bestrafung ausgenommen. Dieses eindeutig anti-homosexuelle Gesetz wurde erst 2005 eingeführt, um Homosexualität zu kriminalisieren. Am 30. Juli 2025 entschied das Verfassungsgericht auf St. Lucia, sexuelle Handlungen zwischen gleichgeschlechtlichen Personen zu legalisieren.

## Anerkennung gleichgeschlechtlicher Paare
Gleichgeschlechtliche Paare werden weder im Wege der eingetragenen Partnerschaft noch im Rahmen einer gleichgeschlechtlichen Ehe anerkannt.

## Gesellschaftliche Situation
Auf St. Lucia herrschen, wie in fast allen ehemals britischen Kolonien in der Karibik, diskriminierende Gesetze und homophobe Praktiken, die verhindern, dass homosexuelle Menschen Zugriff auf die Gesundheitsdienste haben. Die Regierung des Inselstaates wurde wiederholt von Menschenrechtsaktivisten aufgefordert, die Stigmatisierung und Diskriminierung von Menschen mit anderer sexueller Orientierung zu reduzieren.
Einen Vorschlag von Spanien, Frankreich, Kanada, Slowenien und der USA in 2011, dass St. Lucia gleichgeschlechtliche Handlungen zwischen mündigen Erwachsenen entkriminalisieren solle, lehnte die Regierung ab. Auch der US-Empfehlung von März 2011, Menschenrechtsverletzungen und Gewalttaten gegen Personen aufgrund ihrer sexuellen Orientierung im Land zu verhindern, sowie einen angemessenen Schutz für LGBT-Aktivisten zu gewährleisten, wurde nicht akzeptiert. Die Empfehlung werde angenommen, aber mit den §§ 89 und 97 werden bereits alle Formen der Gewalt gegen alle Personen verurteilt und es gäbe keine bekannten Fälle von Gewalt gegen Menschenrechtsvertreter in St. Lucia.
Von Beobachtern wird das Land als „heteronormative und patriarchalische Gesellschaft, die tief in den konservativen kulturellen und religiösen Werten verwurzelt ist“ definiert. Homophobie unter den gewählten Volksvertretern und innerhalb von Polizei und staatlicher Bürokratie sind häufig und Lesben sind dabei der gleichen Stigmatisierung und Diskriminierung ausgesetzt wie ihre männlichen Kollegen.
St. Lucia war 2008 das einzige Mitglied der Vereinten Nationen auf dem amerikanischen Doppel-Kontinent, welches formell gegen die Erklärungen und Resolutionen der Vereinten Nationen über die sexuelle Orientierung und geschlechtliche Identität stimmte.